# Clyde River (Nunavut)
Pour les articles homonymes, voir Clyde River.
Clyde River est un village inuit situé sur le bord de l'île de Baffin.
En 2006 la population était de 820 habitants, ce qui représente une augmentation de 4,5 % par rapport à 2001. Clyde River est une des communautés les plus enneigées du Nunavut. La faune, diversifiée, y est notamment constituée de caribous et d'ours polaires.
Clyde River est desservi par un aéroport qui a pour destinations principales Iqaluit et Pond Inlet.
Le maire actuel de la ville est Andrew Iqalujuaq.
Les services présents au sein de la communauté sont l'école Quluaq, 2 magasins, une nouvelle arena, un hall, une église, un petit hôpital ainsi qu'un hôtel.
|  |

## Démographie
| 2001 | 2006 | 2011 | 2016  |
| ---- | ---- | ---- | ----- |
| 785  | 820  | 934  | 1 053 |